# Condado de Castro
O Condado de Castro é um dos 254 condados do estado norte-americano do Texas. A sede do condado é Dimmitt, e sua maior cidade é Dimmitt.
O condado possui uma área de 2 329 km² (dos quais 3 km² estão cobertos por água), uma população de 8 285 habitantes, e uma densidade populacional de 4 hab/km² (segundo o censo nacional de 2000).
O condado foi criado em 1876.